# Берлячево
Берлячево (баш. Берләҫ) — деревня в Бураевском районе Республики Башкортостан Российской Федерации. Входит в состав Бадраковского сельсовета.

## География

### Географическое положение
Расстояние до:
- районного центра (Бураево): 24 км,
- центра сельсовета (Большебадраково): 8 км,
- ближайшей ж/д станции (Янаул): 92 км.

## Население
| 2002 | 2009 | 2010 |
| ---- | ---- | ---- |
| 317  | ↘269 | ↘236 |

Согласно переписи 2002 года, преобладающая национальность — башкиры (74 %).